# James Nicholas Douglass
Sir James Nicholas Douglass (Bow, 18 ottobre 1826 – Isola di Wight, 16 giugno 1898) è stato un ingegnere britannico. Cavaliere e membro della Royal Society, è noto soprattutto per la progettazione e costruzione di fari.

## Opere
- Faro di Bow Creek[1]
- Faro di Smalls
- Faro di Souter
- Faro di Longships[2];
- Faro di Hartland Point[3];
- Faro di Bishop Rock[4]
- Faro di Eddystone[5];